# Sphyraena borealis
Espèce
Sphyraena borealis est une espèce de poissons de la famille des Sphyraenidae.